# Sachalin II
Sachalin II ist ein Projekt zur Förderung von Erdgas und Öl nördlich der russischen Pazifikinsel Sachalin im Ochotskischen Meer. Es wird von dem internationalen Konsortium Sakhalin Energy betrieben.
Das Projekt enthielt die zeitweise weltweit größte Anlage zur Förderung von verflüssigtem Erdgas und war für einige Jahre das bis dahin größte Investment ausländischer Konzerne in Russland.

## Geschichte

### Entstehung
Das Projekt wurde 1994 zwischen der russischen Regierung unter Präsident Boris Jelzin und dem Konsortium Sakhalin Energy Investment Company Ltd. (SEIC) im Rahmen eines Production Sharing Agreement geschlossen.
Das Konsortium war von dem niederländisch-britischen Energiekonzern Royal Dutch Shell, den US-Unternehmen Marathon und McDermott sowie den japanischen Unternehmen Mitsui und Mitsubishi gegründet worden.
Kreditgeber für das Projekt waren die Japan Bank for International Cooperation (JBIC), die US-amerikanische Overseas Private Investment Corporation (OPIC), die Europäische Bank für Wiederaufbau und Entwicklung (EBRD) und die US-amerikanische staatliche EximBank. Das staatliche britische Export Credits Guarantee Department (ECGD) erwog eine Unterstützung. Die Refinanzierung des Projektes sollte durch eine Vereinbarung erfolgen, wonach erst ab Erreichen der Gewinnschwelle beim Verkauf des Gases Steuern an den russischen Staat zu leisten sind (Product-Sharing-Modus). Bis Dezember 2006 wurden etwa 12 Milliarden Dollar investiert.
Vor der Insel Sachalin lagen  die größten damals bekannten unerschlossenen Öl- und Gasreserven der Welt. Die gesamte Energieausbeute von Sachalin wurde auf insgesamt 700 Millionen Tonnen Öl und 2500 Milliarden Kubikmeter Gas geschätzt. Die durch Sachalin II erschlossenen Öl- und Gasvorräte wurden auf einen Rechenwert von 4 Milliarden Barrel Öl beziffert, das sind etwa 150–180 Millionen Tonnen Öl (über eine Milliarde Barrel) und 500–800 Milliarden Kubikmeter Gas, pro Jahr 9,6 Millionen Tonnen. Zum Vergleich: in Deutschland werden jährlich etwa 100 Milliarden Kubikmeter Erdgas verbraucht.
Es wurden Förderplattformen in Piltun-Astochskoje und Lundkoje errichtet, sowie ein Netz von Pipelines, die über etwa 800 Kilometer an den südlichsten Punkt der Insel führten. Dort sollte das Gas in zwei Anlagen zu Flüssigerdgas (LNG) verwandelt werden.

### Beginn der Förderung
1999 begann die Förderung in Piltun-Astochskoje.
Hauptabnehmerländer waren anfangs Japan, Korea und die USA.
Für mindestens 98 % der Gasfördermengen lagen zum Jahresende 2006 bereits feste Lieferverträge vor.
Seit 2000 bestand das Konsortium nur noch aus Shell (55 %), Mitsui (25 %) und Mitsubishi (20 %).

### Umweltbelastungen
Verschiedene Umweltorganisationen protestierten immer wieder gegen das Projekt. Die Assoziation der indigenen Völker des Russischen Nordens beklagte, dass die quer über die Insel und etwa 1000 Flüsse und Bäche verlaufenden Pipelines bei einer Leckage die wichtigsten Laichgründe des Lachses gefährden. Lachs ist das wichtigste Nahrungsmittel der Ureinwohner von Sachalin, einer seismisch relativ aktiven Region.
Auch Greenpeace wehrte sich schon in der ersten Phase des Projektes, dem Beginn der Bohrungen gegen die Öl- und Gasförderung vor der Küste Sachalins, da sie die Nahrungsgründe der weltweit letzten Population von nur noch hundert westpazifischen Grauwalen gefährde. Der WWF kritisierte die Nichteinhaltung von Walschutz-Auflagen bei Errichtung und Betrieb der Offshore-Erdölplattformen durch Shell.
Die regionale Umweltorganisation Ökowacht Sachalin (Sakhalin Environment Watch) legte im April 2006 eine Liste von Verstößen gegen das geltende Umweltrecht vor.

### Einschreiten der Umweltbehörde
Das dem russischen „Ministerium für natürliche Ressourcen“ nachgeordnete Umweltaufsichtsamt „Rosprirodnadzor“ und die regionale Wasserrechtsbehörde veranlassten Anfang September 2006 wegen über 100 schwerwiegender Verstöße gegen russische Umweltgesetze durch einen Subunternehmer (die Firma Starstroy) die Einschaltung der Staatsanwaltschaft, die Rücknahme eines positiven Umweltgutachtens und die Stornierung von zwölf erforderlichen wasserrechtlichen Genehmigungen für den Bau der Überland-Pipelines (Phase 2 des Projektes Sachalin II) und stoppten damit faktisch die Bauarbeiten.
Außerdem wurde bemängelt, von der Ölplattform „Molikpaq“ seien riesige Mengen Industrieabwässer ins Meer geleitet worden. SEIC habe zudem entgegen den Vorschriften die möglichen Gefahren durch aufgegebene Bohrlöcher nicht geprüft und der Umweltbehörde nicht regelmäßig über seinen Wasserverbrauch berichtet.
Das Umweltamt teilte Anfang Dezember mit, es werde im März 2007 eine Klage in Höhe von 30 Milliarden US-Dollar gegen Shell erheben, da der bereits begonnene Pipelinebau zu bedeutenden Erosionsproblemen geführt habe, geologischen Gefahren durch Überflutungen zu wenig beachtet und Bäume illegal gefällt worden seien.
In verschiedenen Medienanalysen wird der eigentliche Anlass für den Baustopp jedoch in einer politischen Einflussnahme der Regierung Putin gesehen.
Selbst die Organisation Greenpeace sah im Vorgehen der russischen Regierung nur einen Vorwand: Als Indiz für einen Zusammenhang wird zum Beispiel angeführt, dass der Entzug der Umweltgenehmigung genau 15 Tage nach einer drastischen Aufstockung der Projektkostenschätzung seitens Shell erfolgte und dadurch Russland um Jahre hinaus keine Einnahmen generieren konnte (siehe unten).
Hintergrund für die Einflussnahme sei, dass „Sachalin II“ bislang das einzige Projekt der Region war, an dem russische Unternehmen zunächst nicht beteiligt waren und die russische Regierung unter Wladimir Putin die volle staatliche Kontrolle über die Rohstoffvorräte behalten bzw. wiedererlangen möchte.

### Beteiligung von Gazprom
Der größte russische Energiekonzern Gazprom, der bisher das Exportmonopol für russisches Erdgas besitzt, aber noch kein Engagement und wenig Technologieerfahrung im Flüssiggasgeschäft, hatte sich zunächst erfolglos um eine nachträgliche Beteiligung an dem Konsortium bemüht. Gazprom wollte eine Sperrminorität an SEIC erwerben und bot im Gegenzug einen Anteil von 50 % an einem anderen, noch nicht erschlossenen Gazprom-Förderprojekt, dem auf über 3,3 Billionen Kubikmeter Gas taxierten Vorkommen „Sapolarnoje-Neokom-Schicht“ in Westsibirien, über das Europa mit Erdgas versorgt wird.
Kurz darauf, im Sommer 2005, setzte Shell jedoch, angeblich ohne Gazprom vorab zu informieren, den Ansatz für die bei Vertragsabschluss veranschlagten Projektentwicklungskosten von 10 bis 12 Milliarden US-Dollar auf etwa 20 bis 22 Milliarden US-Dollar bis 2014 hoch. Dies hatte zur Folge, dass die geplante Zeit bis zum Erreichen der Gewinnschwelle sich ebenfalls fast verdoppelte, der russische Staat seine Abgaben erst wesentlich später erhält, alle Anteile entsprechend weniger werthaltig sind und die Investitionen entsprechend aufgestockt werden müssen. Die russischen Behörden und Gazprom weigerte sich zunächst, dieser Erhöhung zuzustimmen und nahmen den Umstand zum Anlass, eine „Neubewertung“ des Engagements zu fordern, jedoch nicht mehr mittels Product Sharing, sondern in bar. Da Gazprom nicht genügend eigene Finanzmittel für die Neuerschließung russischer Gasvorkommen hat, benötigt es nämlich „harte“ ausländische Investitionen.
Anfang Juli 2005 vereinbarten Shell und Gazprom dementsprechend ein Tauschgeschäft: Neben zahlreichen weiteren Detailvereinbarungen sieht es im Kern vor, dass Shell zum Jahresende 2006 25 % der Anteile abgibt; im Gegenzug erhält Shell von Gazprom wie vorgeschlagen 50 % an dem Vorkommen „Sapolarnoje-Neokom“.
Außerdem bedeutet der Ausstieg aus dem Product-Sharing-Modus, dass das Projekt nicht mehr verzögert besteuert wird und zudem ein vor einiger Zeit neu erlassenes Gesetz über russische Gasexporte nun greift. Dieses hat möglicherweise zur Folge, dass der gesamte Flüssiggas-Export von Sachalin II vom Staatskonzern Gazprom durchgeführt wird.
Im Dezember 2006 stimmten Shell, Mitsui und Mitsubishi dem Verkauf der Mehrheit der SEIC-Anteile für 7,45 Milliarden US-Dollar (umgerechnet 5,66 Milliarden Euro) an Gazprom zu. Shell senkt seinen Anteil auf 27,5 % (behält damit noch eine Sperrminorität), Mitsui auf 12,5 % und Mitsubishi auf 10 %, Gazprom erhält damit 50 % plus einen Anteil. Auch wurde vereinbart, dass die Erschließungsinvestitionen um 3,6 Milliarden US-Dollar erhöht werden, aber allein von den ursprünglichen Projektpartnern ohne Gazprom getragen werden müssen.
Nach diesem Mehrheitswechsel erklärte der russische Präsident Putin, der bei den Verhandlungen persönlich anwesend war, auch alle Umweltfragen seien nun beigelegt.

### Flüssiggas-Anlage in Betrieb
2009 nahm die Flüssiggas-Anlage ihren Betrieb auf. Sie kühlt Erdgas auf −162 Grad Celsius, wandelt es in einen flüssigen Zustand um und ermöglicht so den Transport mit  Tankern. Das Verfahren ist aufwändig und selten durchgeführt.